# Tempo (meteorologia)

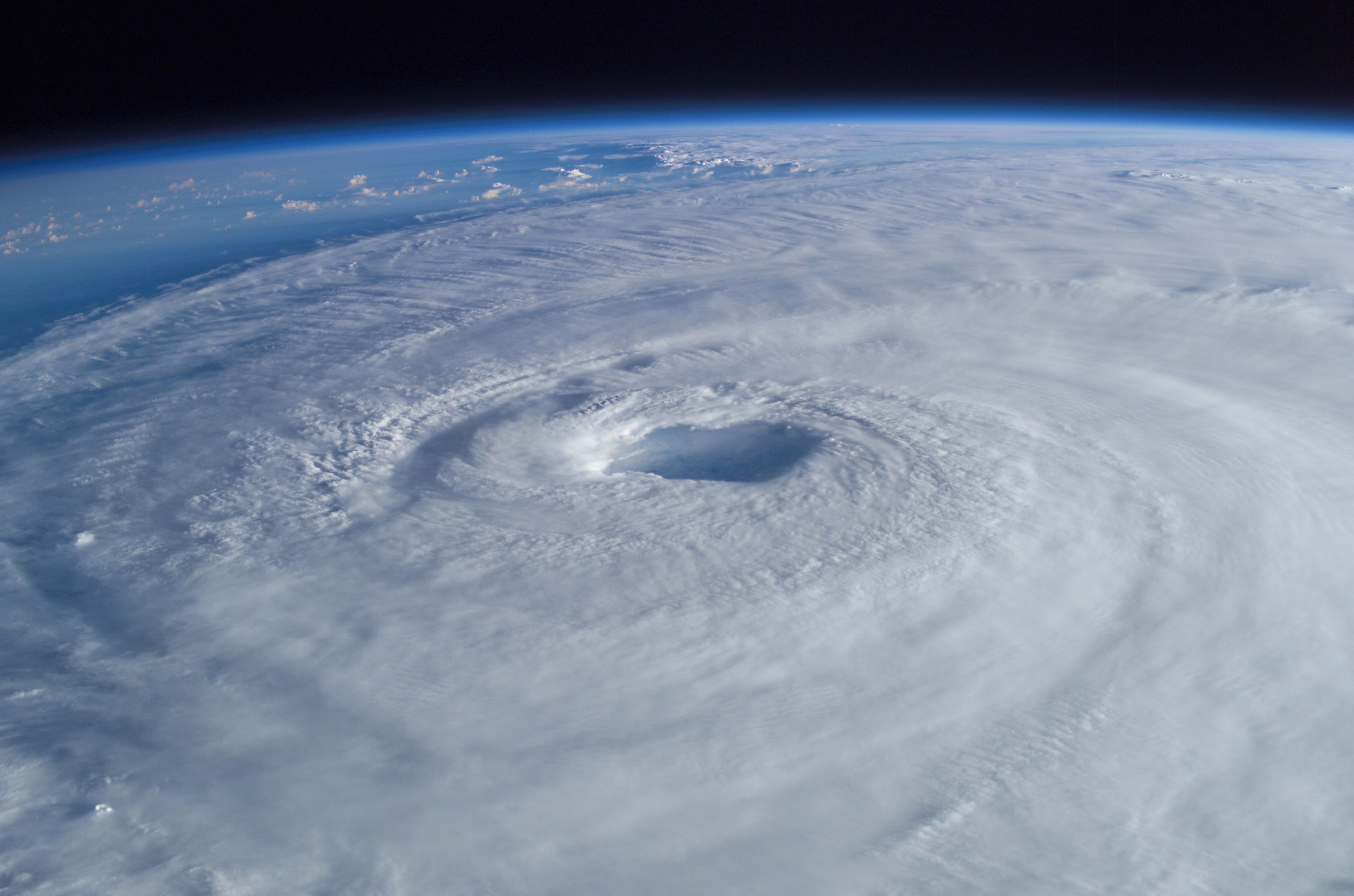
L'uragano Isabel (2003) dalla Stazione spaziale internazionale; i cicloni tropicali sono tra i più violenti fenomeni meteorologici che avvengono sulla Terra

Il tempo atmosferico (o meteorologico), nella meteorologia, indica il complesso delle condizioni dell'atmosfera terrestre (definite da parametri come temperatura, pressione atmosferica, umidità, nuvolosità, precipitazioni, visibilità e vento, e dai fenomeni associati come ad es. pioggia, neve, grandine, ecc.) in un dato momento e in un dato luogo della superficie terrestre o in libera atmosfera (quando usato senza specificazioni si parla comunemente del "tempo" atmosferico terrestre).

## Descrizione

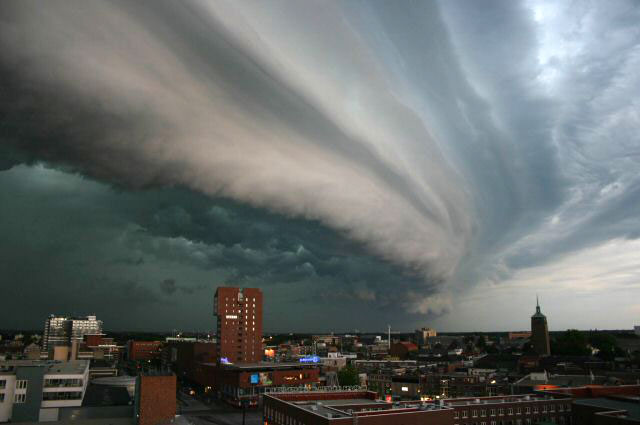
Temporale

Distinto dal clima, che rappresenta invece lo stato medio dell'atmosfera terrestre su un arco temporale di mesi o vari anni (per l'Organizzazione meteorologica mondiale almeno trenta), su medesime scale spaziali, studiato dalla climatologia. ciò che caratterizza il tempo atmosferico è la cosiddetta variabilità meteorologica che va a sovrapporsi ai trend di natura climatica sul medio-lungo periodo. La maggior parte dei fenomeni che determinano il tempo si verificano nella troposfera, al di sotto della stratosfera e la disciplina che si occupa di studiare e prevedere il tempo atmosferico è la meteorologia.
Si può parlare di tempo perché vi sono differenze di densità (temperatura e umidità) nei diversi punti della Terra; queste differenze possono derivare dall'angolo d'incidenza della radiazione solare, che presenta un gradiente secondo la latitudine. Poiché l'asse di rotazione terrestre è inclinato rispetto al piano orbitale, l'angolo di incidenza della luce solare in uno stesso luogo varia a seconda del momento dell'anno. Sulla Terra, le temperature generalmente variano annualmente tra i -40 e i +40 °C. (estremi record: -89 °C alla Base Vostok in Antartide e +70.7 nel deserto di Dasht-e Lut in Iran).
La forte disparità della temperatura dell'aria tra zone polari e tropicali dà origine al complesso della circolazione atmosferica e alle correnti a getto: le differenze fra le temperature di superficie causano infatti differenze di pressione. Alte altitudini sono più fresche che basse altitudini a causa del calore dovuto alla compressione. I sistemi meteorologici alle medie latitudini, come i cicloni extratropicali, sono causati dall'instabilità dei flussi delle correnti a getto e dall'instabilità baroclina. Altri sistemi perturbati, coinvolti nel ciclo dell'acqua e nelle dinamiche delle correnti aeree, sono i cicloni tropicali, i temporali e i tornado o trombe d'aria.
La previsione meteorologica è l'applicazione della scienza e tecnologia per predire lo stato dell'atmosfera di un tempo futuro in una determinata località e può essere previsto, con buona accuratezza ed entro certi limiti temporali, a partire dallo "stato atmosferico" attuale attraverso opportune tecniche di previsione meteorologica, che sfruttano a loro volta le conoscenze scientifiche acquisite dalla scienza meteorologica: in particolare l'atmosfera è un sistema caotico, cosicché piccoli cambiamenti in una parte del medesimo possono provocare effetti importanti nel sistema complessivo. I tentativi dell'uomo per controllare il tempo meteorologico sono stati molteplici nella sua storia ed è evidente che le attività umane quali l'agricoltura e l'industria, hanno inavvertitamente modificato gli assetti del tempo atmosferico.
Lo studio su come il tempo opera sugli altri pianeti può essere di aiuto nel comprendere come esso opera sulla Terra. Un famoso punto di riferimento nel Sistema solare, la Grande Macchia Rossa di Giove, è una tempesta anticiclonica, la cui esistenza risale ad almeno 300 anni. Il tempo atmosferico non è comunque limitato ai corpi planetari: una corona di stelle viene costantemente perduta nello spazio, creando ciò che è essenzialmente un'atmosfera molto sottile nel sistema solare. I movimenti delle masse eiettate dal Sole si chiama vento solare.

### Elementi e fattori meteorologici

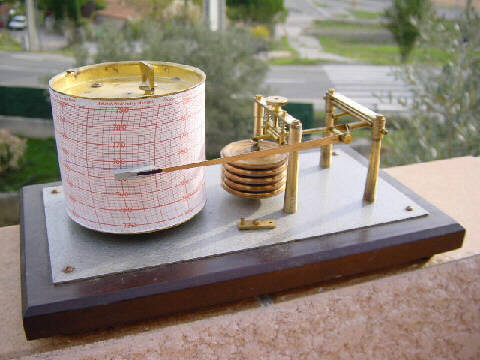
Barografo

Quattro elementi interagiscono per produrre il tempo atmosferico:
- la pressione atmosferica,
- la temperatura,
- l'umidità atmosferica (igrometria),
- il vento.

Questi elementi sono essi stessi influenzati dai seguenti fattori:
- la latitudine,
- l'altitudine,
- la vegetazione,
- le correnti marine,
- la distribuzione terra-mare.